# Puš
Puš je priimek več znanih Slovencev:
- Aleš Puš (*1979), nogometaš
- Domen Puš, igralec, režiser in scenarist
- Ivan Puš (1930—2000), arheolog, muzealec/kustos
- Ludvik Puš (1896—1989), politik, pisatelj in publicist
- Luka Puš, filmski ustvarjalec
- Robert Puš, častnik (polkovnik) Slovenske vojske
- Sebastjan Puš, športnik tekač
- Uroš Puš (*1987), hokejist
- Urška Puš, medij
- Vesna Puš (*1976), rokometašica